# Toma de Bayamo
La Toma de Bayamo fue la primera acción militar de envergadura ocurrida a inicios de la Guerra de los Diez Años (1868-1878) por la independencia de Cuba. El hecho tuvo lugar entre los días 18 y 20 de octubre de 1868, a poco más de una semana de haber estallado la guerra. 
En ella participaron la mayoría de los principales cabecillas independentistas: Carlos Manuel de Céspedes, Perucho Figueredo y Francisco Vicente Aguilera, así como varios oficiales dominicanos al servicio de España que rápidamente se pasaron al bando cubano: Luis Marcano, Máximo Gómez y, posteriormente, Modesto Díaz.

## Contexto histórico
En septiembre de 1868, se habían producido la Revolución de 1868 en España y el Grito de Lares en Puerto Rico. Por su parte, los independentistas cubanos, llevaban varios años conspirando para alzarse en armas en pos de independizar a Cuba de España. 
Aprovechando la convulsa situación en España y Puerto Rico, Carlos Manuel de Céspedes y otros líderes cubanos se alzaron en armas el 10 de octubre de 1868 en el ingenio "La Demajagua". Muy pronto, otros líderes se alzarían también en otras regiones de la isla. 
El 12 de octubre, las fuerzas de Céspedes entraron triunfantes en el poblado de Yara, pero fueron sorprendidos por una emboscada española, sufriendo gran cantidad de bajas y dispersándose. Junto a Céspedes quedaron apenas doce hombres. 
El grupito de Céspedes fue rápidamente encontrado por el general dominicano Luis Marcano, quien había servido a las órdenes de España, pero ahora luchaba junto a los cubanos. El general Marcano convenció a Céspedes de atacar por sorpresa la desprevenida ciudad de Bayamo y este aceptó. 

## Acciones militares
El 17 de octubre, las tropas cubanas de aproximadamente 4000 hombres aunque no todos bien armados llegaron a las cercanías de la ciudad. El teniente coronel Julián Udaeta, jefe militar de la plaza al mando de 180 hombres bajo instancias del gobernador de la isla Francisco Lersundi emite un bando en el que declara que ordena ejecutar a cualquier habitante de la ciudad que cooperara con los mambises, pero esta orden no surtió efecto en la población civil, que partió masivamente a ayudar a las tropas mambisas. 
Céspedes comunicó a Udaeta la inminencia del asalto a la ciudad y solicitó su rendición. El jefe español se negó, por lo que, el 18 de octubre comenzaron los combates. El teniente general Luis Marcano acudió a la plaza de la iglesia mayor, donde rindió sin luchar al Brigadier Modesto Díaz, que era pariente suyo y que inmediatamente se unió a las fuerzas cubanas. 
Céspedes estableció su cuartel general en la cárcel de la ciudad. Al mediodía, llegó la "División de Cabaniguan" al mando del general Francisco Vicente Aguilera. Céspedes ordenó a Aguilera que cubriera con sus tropas el estratégico camino a la ciudad de Holguín. 
El 19 de octubre, organizado ya un gobierno revolucionario, ocurrió en la Plaza de Santo Domingo un combate entre las tropas de Perucho Figueredo y la caballería española del comandante Guajardo Fajardo. Las tropas cubanas intentan incendiar el cuartel lanzando proyectiles combustibles. A su vez apuestan dos cañones en dirección al cuartel.
Céspedes envió a Aguilera y al recién incorporado Modesto Díaz a repeler un refuerzo español al mando del teniente coronel Manuel López del Campillo, procedente de la ciudad de Manzanillo. 
Rechazado por los cubanos el refuerzo español y ante la inferioridad numérica militar, la guarnición de la plaza de Bayamo debió rendirse y capituló el 20 de octubre. Los españoles fueron hechos prisioneros y se les respetó la vida.

## Consecuencias
La toma de la importante ciudad de Bayamo, una de las primeras fundadas por los españoles en Cuba, significó una resonante victoria para los independentistas cubanos, a escasos días de iniciada la guerra, provocando desmoralización entre las tropas españolas y envalentonando a todos los cubanos de ideas independentistas que todavía no se habían unido a la lucha. 
Desde el punto de vista militar, la toma de la ciudad otorgó a los cubanos una posición estratégica en el valle del río Cauto, a medio camino entre las ciudades de Manzanillo, Yara, Jiguaní, Las Tunas y Holguín. Un punto neurálgico del oriente cubano ahora se hallaba en poder de los sublevados. 
Pocos meses después, hacia diciembre de ese año, las fuerzas cubanas no pudieron evitar el contraataque español sobre la ciudad liberada. Los intentos cubanos por frenar a las tropas españolas en la Batalla de El Salado fueron en vano y, en enero de 1869, las tropas cubanas y los habitantes de la ciudad abandonaron la plaza, no sin antes incendiarla.
- Datos: Q55484605